# Emily Tosta
Emily Tosta, född den 26 mars 1998 i Santo Domingo, Dominikanska republiken är en dominikansk skådespelare.
Tosta har bland annat medverkat i TV-serierna Party of Five år 2020, PBC år 2022 och Mayans M.C. 2018-2023. Hon är även haft en av de ledande rollerna i filmen Willy's Wonderland från 2021.

## Filmografi (i urval)
- 2018-2023: Mayans M.C
- 2020: Party of Five
- 2021: Willy's Wonderland
- 2022:  PBC